# Чорна (притока Альми)
Карасу́, Карасу́в (крим. Qarasuv) або Чорна — річка в Україні, на Кримському півострові. Ліва притока Алми (басейн Чорного моря).

## Опис
Довжина річки приблизно 2,02 км, найкоротша відстань між витоком і гирлом — 1,72 км, коефіцієнт звивистості річки — 1,18.

## Розташування
Бере початок на північно-східних схилах від гори Чорної. Тече переважно на північний схід і на північно-західній стороні від селища Розовий впадає у річку Альму.